# Kampfgeschwader Lützow

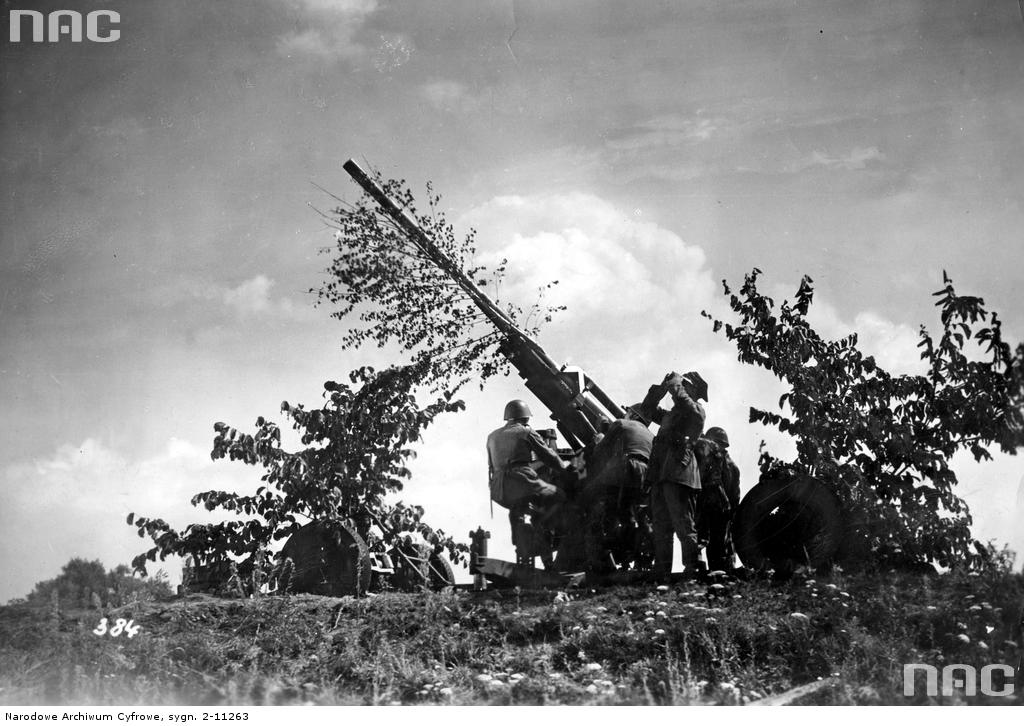
Scena z filmu. Żołnierze słowaccy w polskich mundurach i hełmach wz. 31 jako obsługa 75 mm armaty przeciwlotniczej wz. 36

Kampfgeschwader Lützow (pol. Szwadron bojowy Lützow) – niemiecki propagandowy film wojenny z 1941.
Jego reżyserem był Hans Bertram, zaś wytwórnią Tobis Filmkunst. Data premiery: 28 lutego 1941.

## Fabuła
Fabuła filmu była umiejscowiona w czasie niemieckiej agresji na Polskę w 1939, natomiast sam film miał podnieść morale niemieckich żołnierzy przed kolejnymi wojennymi zmaganiami.
Samoloty Avia B-534 odtwarzały polskie samoloty myśliwskie, latając z polskimi znakami rozpoznawczymi (w rzeczywistości były to słowackie maszyny przemalowane przez Niemców na potrzeby filmu), a żołnierze słowaccy odgrywali role polskich kawalerzystów szarżujących na niemieckie czołgi.
Większość zdjęć plenerowych kręcono w Bagiczu nieopodal Kołobrzegu. Część zdjęć kręcono również w Wyszkowie.

## Zdjęcia z filmu
Niektóre zdjęcia z filmu funkcjonują w obiegu jako zdjęcia dokumentalne z kampanii wrześniowej. Dotyczy to głównie zdjęcia z 33 min. przedstawiającego rzekomy przejazd polskiej kawalerii przez Sochaczew opisanego w ten sposób m.in. w bazie fotografii World History Archive/East News. W rzeczywistości zdjęcie przedstawia słowackich kawalerzystów odgrywających polską jednostkę.

## Obsada
- Christian Kayßler jako pułkownik Mithoff
- Heinz Welzel jako starszy kapral Fritz Paulsen
- Hermann Braun jako starszy kapral Robert Eckhard
- Hannes Keppler jako plutonowy Guggemos
- Karl Martell jako podporucznik Ludwig Becker
- Heinz Engelmann jako podporucznik Frank
- Paul Bildt jako lekarz sztabowy jednostki
- Carsta Löck jako Bauernmagd Lina
- Adolf Fischer jako Zeissler
- Peter Voß jako major Hagen
- Horst Birr jako starszy kapral Hasinger
- Ernst Stimmel jako Lehrer Lehwald
- Marietheres Angerpointner jako Grethe Kubath